# أرنويا
بلدية أرنويا (بالإسبانية: Arnoya) هي بلدية تقع في مقاطعة أورينسي التابعة لمنطقة غاليسيا شمال غرب إسبانيا.

## الديموغرافيا
بلغ عدد سكان بلدية أرنويا 1.084 نسمة عام 2011 (وفقاً للمعهد الوطني للإحصاء الإسباني).
| 1.209 | 1.215 | 1.255 | 1.220 | 1.103 | 1.171 | 1.084 |